# Agernæsgård
Agernæsgård er dannet i 1787 af greve Joachim Godske Moltke som en avlsgård til Kørup og Egebjerggård. Gården ligger i Krogsbølle Sogn, Skam Herred, Otterup Kommune. 
Agernæsgård Gods er på 146,7 hektar

## Ejere af Agernæsgård
- (1787-1795) Joachim Godske Adamsen greve Moltke
- (1795-1810) Ulrik Wilhelm lensgreve de Roepstorff
- (1810-1813) Christian Alexander Ulriksen lensgreve von Petersdorff nr1
- (1813-1839) Gregers Christian Frederik Christiansen lensgreve von Petersdorff
- (1839-1846) Ulrik Wilhelm Gregersen lensgreve von Petersdorff
- (1846-1915) Christian Alexander Gregersen lensgreve von Petersdorff nr2
- (1915-1919) Paul Ludvig Gregersen lensgreve von Petersdorff
- (1919-1926) Theodor Sigismund lensgreve Wedel-Heinen
- (1926-1929) Karen Middelboe gift lensgrevinde Wedel-Heinen
- (1929-1931) V. Jørgensen
- (1931-1951) S.E. Ingemann
- (1951-1999) Søren Bøegh
- (1999-) Anders Bay Thomsen

55°35′17.53″N 10°21′28.33″Ø / 55.5882028°N 10.3578694°Ø
|  | Denne artikel om en bygning eller et bygningsværk kan blive bedre, hvis der indsættes et (bedre) billede. Du kan hjælpe ved at afsøge Wikimedia Commons for et passende billede eller lægge et op på Wikimedia Commons med en af de tilladte licenser og indsætte det i artiklen. |